# Первая румынская школа
Первая румынская школа (рум. Prima școală românească) — это национальный литературный музей румынского языка и созданных на нем произведений культуры. Он расположен в болгарском квартале Старый Брашов (венг. Bolgárszeg; нем. Belgerei). Музей был открыт 29 июня 1961 года. Реорганизован в 1967 году, он был открыт для посещений в 1987 году. 
В музее хранится около 4000 старинных книг и более 30 000 документов, в основном на церковнославянском языке и в различных вариантах церковнославянского языка.
Здание школы было построено в 1495 году. По косвенным данным, церковная школа на этом месте действовала еще в 1390 году во время правления Папы Бонифация IX, а по другим источникам даже в XI-XII веках. 
В типографии Брашова диакон Корези напечатал первые книги на латиницы в 1556–1583 годах (когда ещё не было кириллических букв). До этого диакон Корези учился у Дмитрия Любавича в качестве типографа в типографии в Тырговиште, где было издано четырёх евангелия из типографии Цетина. Димитри Евстатиеви (1730-1796) напечатал первую румынскую грамматику в местной типографии в 1757 году, а до этого протоиерей Флора Баран составил первый румынский латинский алфавит для нужд местной светской школы в 1724 году. 